# بندکوه
بندکوه، روستایی از توابع بخش فارغان شهرستان حاجی‌آباد در استان هرمزگان ایران است.
در میان تپه های بندکوه درختان نارنگی و نخل های خرمای قابل توجهی وجود دارد، همچنین درخت کنار، انجیر و به جز میوه عسل کوهی نیز یافت میشود.

## جمعیت
این روستا در دهستان فارغان قرار دارد و براساس سرشماری مرکز آمار ایران در سال ۱۳۸۵، جمعیت آن ۲۶ نفر (۹خانوار) بوده‌است.